# Tumba
För andra betydelser, se Tumba (olika betydelser).
Tumba är en kommungränsöverskridande tätort i Stockholms län, huvudsakligen belägen i Botkyrka kommun men även innefattande en del av Salems kommun.
Botkyrkadelen av tätorten utgör centralort i Botkyrka kommun och Salemdelen utgörs av kommundelarna Rönninge och Salem. Tumba ingår i Storstockholm och är Sveriges 26:e största tätort med 46 893 invånare (2023).

## Namnet
Namnet Tumba går tillbaka på en kvarn, "Tumbokvarn" (Tumboqwern 1488), vilket är en hopdragning av "Tunabokvarn" eller "Tunabornas kvarn" och syftar på den nu försvunna gården Tuna, som låg i närheten. När Tumba pappersbruk grundades 1755 övertogs förleden Tumba från kvarnen.

## Historia
Det moderna Tumbas historia började 1755, då Tumba pappersbruk grundades. Förutom bruket, som då närmast utgjorde ett eget litet samhälle, var området länge ren jordbruksbygd, belägen i den södra delen av Botkyrka socken och, efter kommunreformen 1862, i Botkyrka landskommun.

### 1800-talet
När Västra stambanan byggdes på 1860-talet drogs den strax söder om Tullingesjön och Tumba fick så småningom tre stationer. Längst i öster öppnades Tumba, längre västerut Uttrans station 1908 och ytterligare västerut Rönninge station 1888. 
Kring Tumba station växte ett samhälle upp kring stationen, på mark som dels hade hört till socknens komministerställe, dels avsöndrats från det närbelägna Hamra gård. Allt eftersom tillkom handelsbodar, läkare och apotek, och Tumba blev snart en knutpunkt i området.
År 1896 bildades Rönninge villatomtaktiebolag och de styckade Rönninge gårds ägor i 151 tomter.

### 1900-talet
I början av 1900-talet avsöndrades de delar av Hågelby gård och Skrävsta gård som låg söder om järnvägen till villatomter, och den 28 oktober 1904 blev Tumba municipalsamhälle. Senare tillkom tätortsbebyggelse på mark tillhörig Skäcklinge gård och på 1940-talet i Tumba skog (längs nuvarande Kyrkvärdsvägen). 1946 byggdes ett vattentorn intill den nya bebyggelsen vid skogen, och 1949 började flerbostadshus på mestadels tre våningar byggas i området, som fick namnet Segersjö efter den närbelägna Segersjön. Municipalsamhället upplöstes i och med utgången av 1956, och Tumba ingår sedan 1971 i Botkyrka kommun som centralort.
1907-1910 uppfördes ett sanatorium i Uttran för vård av tuberkulospatienter. Detta fick namnet Söderby sjukhus.
1923 invigdes ytterligare ett sanatorium, Uttrans sjukhus.
Tumba gamla järnvägsstation fanns kvar ända till mitten av 1990-talet, då den revs till förmån för den nya pendeltågsstationen som även fick en upprustad bussterminal för lokaltrafiken i samband med ombyggnationen. Tumba centrum byggdes också om till ett inomhuscentrum vid samma tidpunkt.

## Demografi
Folkmängden i kommundelen Tumba (ej att förväxla med tätorten) uppgick 2016 till 17 929 personer och andelen invånare som är utrikes födda var samma år cirka 26,3 procent. 39,1 procent hade samma år utländsk bakgrund.
| Befolkningsutvecklingen i Tumba 1950–2020                                      | Befolkningsutvecklingen i Tumba 1950–2020 | Befolkningsutvecklingen i Tumba 1950–2020 | Befolkningsutvecklingen i Tumba 1950–2020 | Befolkningsutvecklingen i Tumba 1950–2020 |
| ------------------------------------------------------------------------------ | ----------------------------------------- | ----------------------------------------- | ----------------------------------------- | ----------------------------------------- |
|                                                                                |                                           |                                           |                                           |                                           |
| År                                                                             |                                           |                                           | Folkmängd                                 | Areal (ha)                                |
| 1950                                                                           | 1950                                      |                                           | 2 505                                     |                                           |
| 1960                                                                           | 1960                                      |                                           | 6 627                                     |                                           |
| 1965                                                                           | 1965                                      |                                           | 10 200                                    |                                           |
| 1970                                                                           | 1970                                      |                                           | 27 308                                    |                                           |
| 1975                                                                           | 1975                                      |                                           | 28 750                                    |                                           |
| 1980                                                                           | 1980                                      |                                           | 29 422                                    |                                           |
| 1990                                                                           | 1990                                      |                                           | 30 879                                    | 1 640                                     |
| 1995                                                                           | 1995                                      |                                           | 32 346                                    | 1 705                                     |
| 2000                                                                           | 2000                                      |                                           | 34 101                                    | 1 716                                     |
| 2005                                                                           | 2005                                      |                                           | 35 311                                    | 1 728                                     |
| 2010                                                                           | 2010                                      |                                           | 37 852                                    | 1 774                                     |
| 2015                                                                           | 2015                                      |                                           | 40 832                                    | 1 944                                     |
| 2020                                                                           | 2020                                      |                                           | 46 014                                    | 2 158                                     |
| Anm.: Sammanväxt med Rönninge 1970, småorten S0221 Tumba 1995 och Vårsta 2020. |                                           |                                           |                                           |                                           |

## Områden inom tätorten Tumba
I Botkyrka kommun
- Vretarna
- Tuna
- Nackdala
- Tumba Park
- Centrum
- Storvreten
- Lövholmen
- Skäcklinge
- Kassmyra
- Broängen
- Solbo

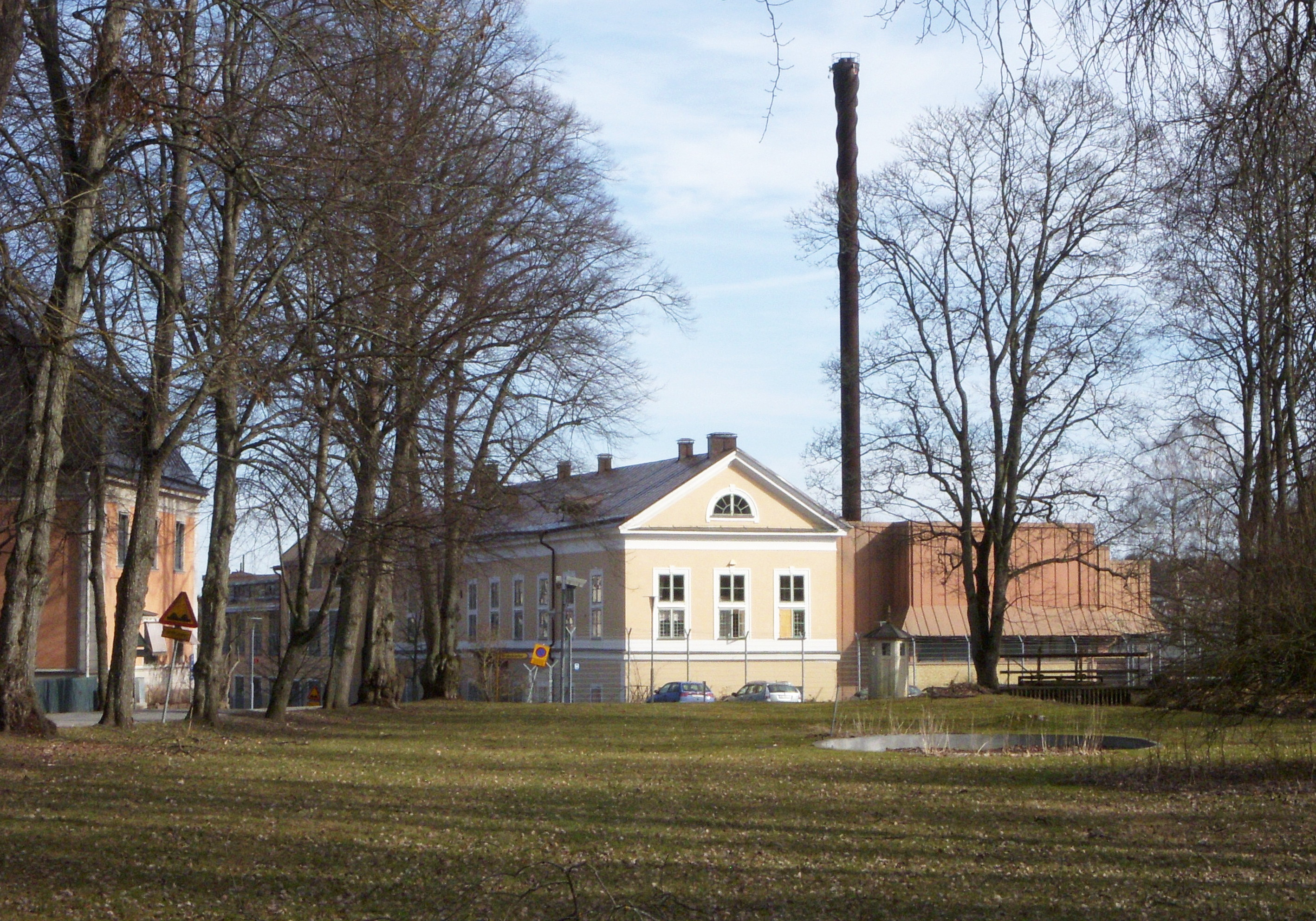
Tumba pappersbruk "Crane AB".

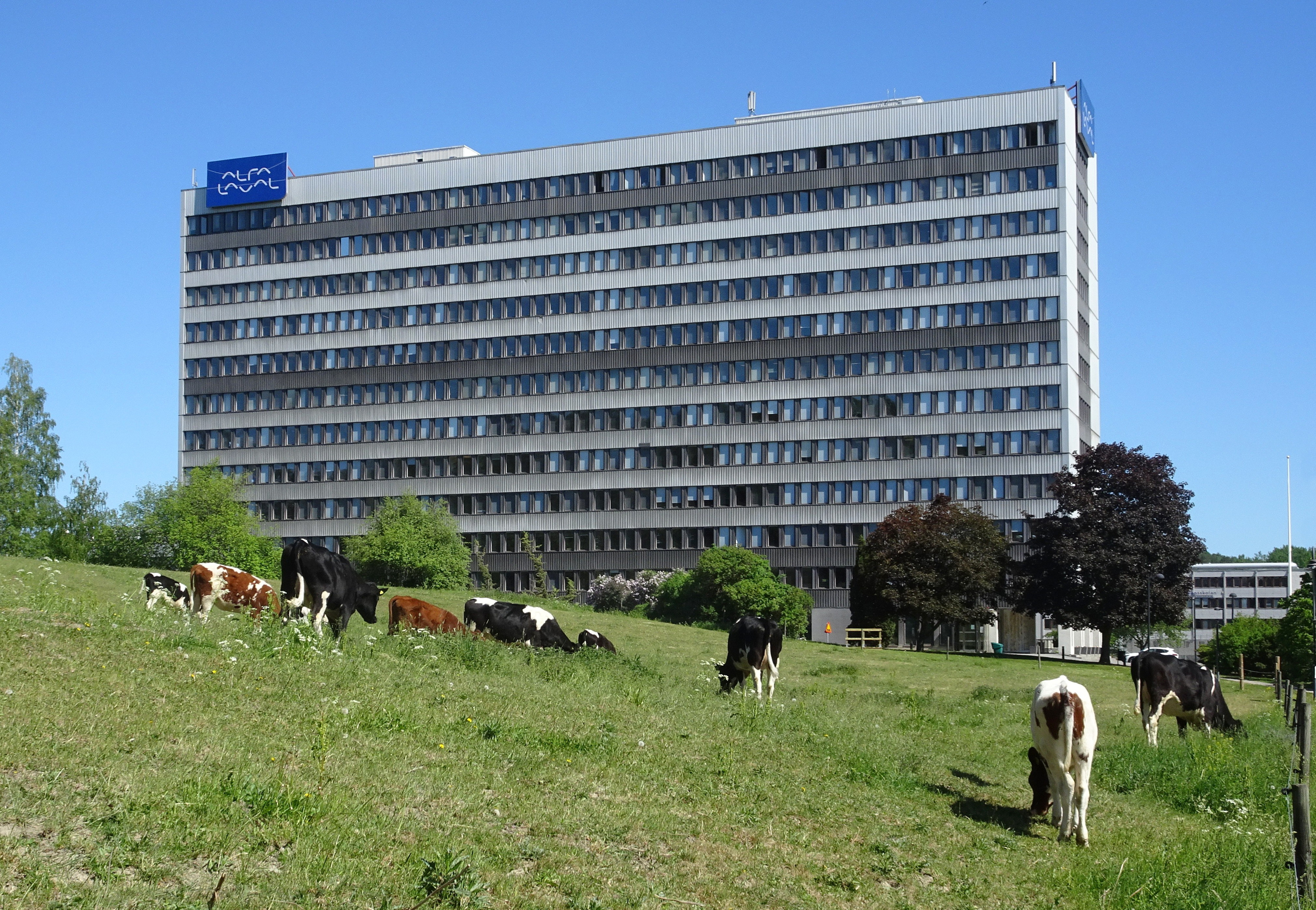
Alfa Lavals kontor i Tumba.

- Solhöjden (bostadsområde under byggnation av JM, Peab och Myresjöhus)
- Tumba Villastad
- Segersjö
- Uttran
- Vårsta

I Salems kommun
- Rönninge
- Salem

## Bebyggelse

### Religiösa byggnader

#### Svenska kyrkan
- Tumba kyrka
- Ängskyrkan

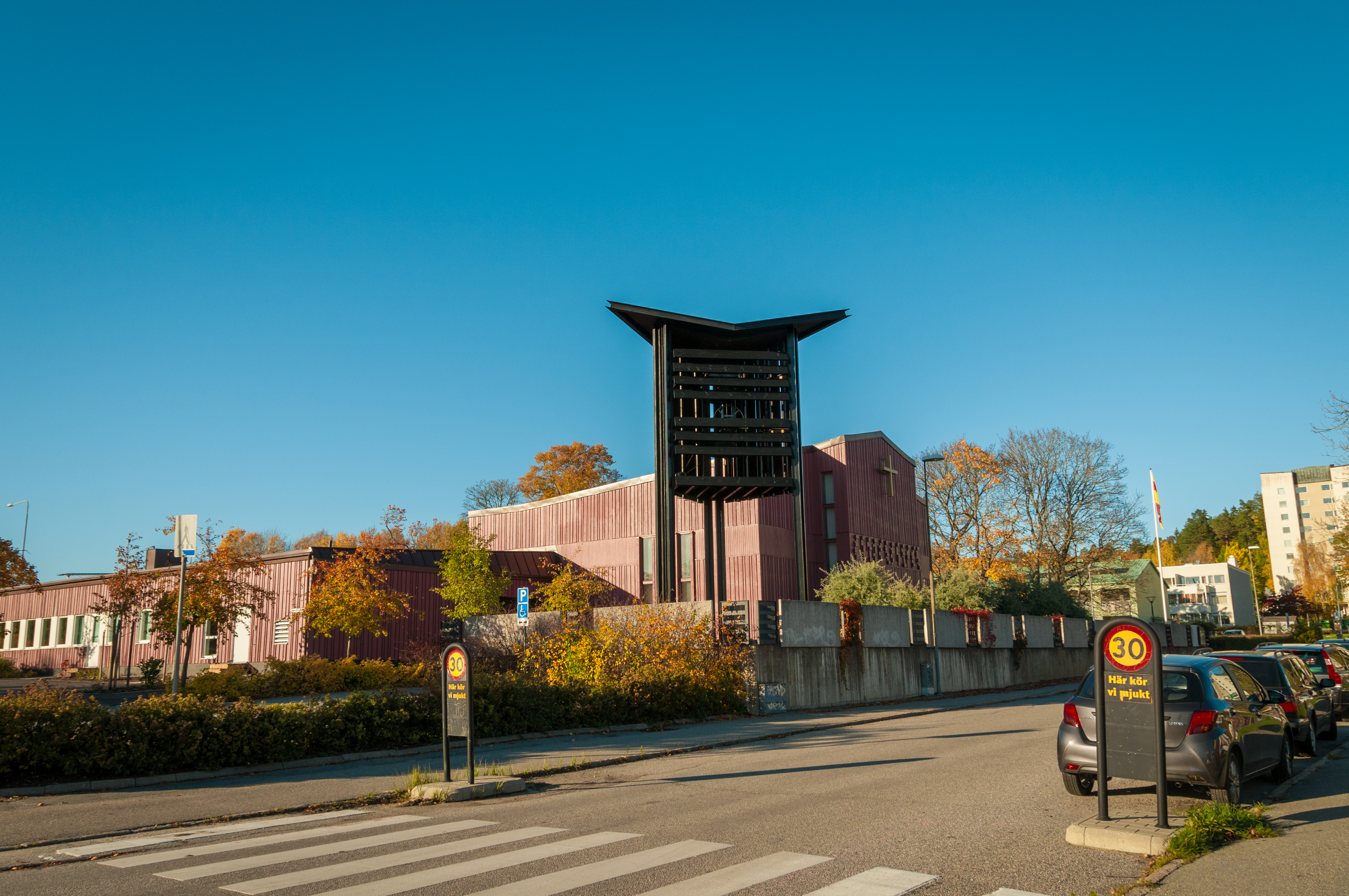
Tumba kyrka.

- Broängskyrkan (f.d. kyrka, numera Vuxenskolan)

#### Frikyrkor
- Centrumkyrkan, Tumba
- Pingstkyrkan Tumba

#### Andra samfund
- Jehovas Vittnens Rikets sal
- Sankta Maria Syrisk-ortodoxa kyrka

### Köpcenter
Tumba centrum. Detta köpcentrum ligger vid Huddingevägen, nära pendeltågsstation och bussar. Tumba centrum var från början ett utomhuscentrum som i mitten av 1990-talet byggdes om till ett inomhuscentrum. På ca 31 000 m² finns ett 50-tal butiker, caféer och restauranger. Allt ifrån välkända kedjor som KappAhl, Lindex och ICA, till mindre lokala butikskoncept. Här finns även kommersiell service i form av Systembolag, bank, apotek mm. Bilburna kunder parkerar gratis i 3 timmar på någon av centrumets 600 parkeringsplatser.

## Näringsliv
I Tumba finns sedan 1755 Riksbankens sedelpappersbruk Tumba pappersbruk, 2001 sålt till företaget Crane AB. Alfa Laval och DeLaval är de andra två stora företagen på orten.

## Utbildning
Tumba har två gymnasium, Södertörns Fria Hantverksgymnasium (Skyttbrink Gymnasium) samt Tumba gymnasium med fler än 1 000 elever, i centrala Tumba. I anslutning till Tumba gymnasium ligger Xenter (före detta Grafiskt centrum) som bland annat driver YH-utbildning inom tryckteknik och finansiell ekonomi.

## Kultur och nöje
I Tumba centrum ligger det kommunala Tumba bibliotek. I anslutning till biblioteket ligger Xet-museet, med en permanent utställning om Sven Xet Erixson, med ett urval verk av konstnären som föddes i Tumba 1899. Tidigare återfanns intill biblioteket även Botkyrka konsthall, men denna stängde 2018 och flyttade 2019 till Fittja i norra Botkyrka.
På bruksområdet återfinns Tumba bruksmuseum, med utställningar om papperstillverkning, ekonomisk historia och bygdens historia. World of Classics är ett privat bilmuseum strax söder om Tumba.

## Idrott
Tumbas främsta idrottsförening är IFK Tumba, som har sektioner i flera idrotter. Mest kända är IFK Tumba Handboll, vars herrlag 2020 spelar i division 1 norra, men som tidigare har spelat i Elitserien. Klubben tilläts under sin tid i Elitserien inte spela sina hemmamatcher i Idrottshuset i Tumba eftersom hallen inte är godkänd för elitspel, utan var tvungna att spela sina hemmamatcher i Eriksdalshallen på Södermalm i Stockholm.
Division 2-klubben i ishockey, IFK Tumba IK, spelar sina hemmamatcher i Ishuset i Tumba centrum.
IFK Tumba Friidrott har sin bas på Rödstu hage. Klubben har genom åren fostrat många talanger, bl.a. Jill McCabe och Michel Tornéus.

## Kända invånare

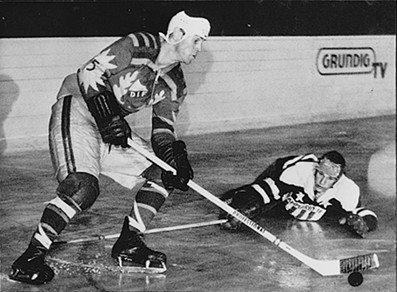
Sven Tumba 1960.

Bland Tumbas historiska invånare märks Klas Pontus Arnoldson, stins på Tumba station, som startade Svenska freds- och skiljedomsföreningen och mottog Nobels fredspris 1908, den kloka gumman Mor Anna i Brink samt arbetarekonstnären Sven "X:et" Erixson. Andra kända namn från Tumba är ishockeyspelaren Sven Tumba (som tog sitt namn efter orten) och brottslingen Tumba-Tarzan (Rolf Johansson), som på 1950-talet var på rymmen undan polisen i skogarna utanför orten. Hasse Aro - mångårig programledare för TV3-programmet Efterlyst - är uppvuxen på orten. Musikgruppen Amon Amarth kommer också från Tumba.